# Chrysogorgia quadruplex
Chrysogorgia quadruplex är en korallart som beskrevs av Thomson 1927. Chrysogorgia quadruplex ingår i släktet Chrysogorgia och familjen Chrysogorgiidae. Inga underarter finns listade i Catalogue of Life.